# Larinus
 Larínus — рід жуків родини Довгоносики (Curculionidae).

## Зовнішній вигляд
До цього роду відносяться жуки малого, середнього та досить великого розміру, довжина їхнього тіла знаходиться у межах 4-20 мм. Основні ознаки:
- ширина голови трохи більша за її довжину, з не опуклими очима;
- передньоспинка поступово звужується до переду, з «шийкою» біля переднього краю, звичайно густо вкрита тонкими крапками, серед яких розкидані крупні крапки;
- вусикові борозенки не доходять до нижнього краю очей;
- довжина надкрил не більша або ледь більша за свою ширину у плечах, вкриті поздовжніми пласкими крапковими рядами, проміжки між якими вкриті дрібними крапками або зморшками, вершини надкрил закруглені разом і не витягнуті на кінцях;
- зверху тіло вкрите коротенькими сіруватими, сірувато-жовтуватими або білими волосками або волосоподібними розщепленими лусочками, це покриття рівномірне або утворює скупчення-плями.

Добірку фотографій видів цього роду див. на.

## Спосіб життя
Життєвий цикл видів роду Larinus тісно пов'язаний із рослинами з родини айстрових. Активні імаго з'являються у природі у середині-наприкінці весни. Вони живляться зеленими частинами рослин, яйця відкладаються по одному у суцвіття-кошики. Личинки живляться незрілими сім'янками і оточуючими тканинами і заляльковуються у камері, що має власні стінки. Жуки нового покоління зимують поза кормовими рослинами, під каміннями, у підстилці, верхньому шарі ґрунту.

## Географічне поширення
Ареал роду надзвичайно широкий. Види роду Larinus мешкають у Палеарктиці, Індо-Малайській області, Афротропіці (включаючи Мадагаскар), деякі види інтродуковані до Неарктики і Австралійській області.

## Класифікація
Рід є одним з найбільших в підродині Lixinae. Описано близько 200 видів цього роду
, з яких приблизно 100 видів є мешканцями Палеарктики. В фауні Україні щонайменше 23 види ларинусів, один з яких є, ймовірно, ендеміком України (див. нижче).
Усі відомі види розподілено на п'ять підродів:
- Cryphopus
- Hovalarinus
- Larinus (підрід)
- Larinomesius
- Phyllonomeus

Щодо 11 палеарктичних видів Larinus таксономісти утруднюються віднести їх до якогось підроду. Наводимо перелік цих видів:
- Larinus afghanicus Ter-Minasian, 1988 — Афганістан
- Larinus badghysensis Ter-Minasian, 1982 — Туркменістан
- Larinus brevirostris Hochhuth, 1851- Закавказзя, Туреччина
- Larinus capiomonti Faust, 1885 — Казахстан, Середня Азія
- Larinus exclusus Faust, 1891 — Середня Азія
- Larinus liliputanus Faust, 1890 — Іран, середня Азія, Китай
- Larinus marginicollis Gistel, 1857 — Україна
- Larinus ochroleucus Capiomont, 1874 — Закавказзя, Туреччина, Іран, Середня Азія, Китай
- Larinus pachyrrhinus Petri, 1907 — Туркменістан
- Larinus reitteri Faust, 1889 — Вірменія
- Larinus turcmenus Iablokoff-Khnzorian, 1990 — Туркменістан

## Практичне значення
Серед цього роду є види, які при масовому розмноженні можуть завдавати шкоди культивованим айстровим (сафлору та ін.), рідкісним видам флори, що зникають. Декілька видів акліматизовані за межами свого природного ареалу для пригнічення популяцій інтродукованих бур'янів.